# Lesegno
Lesegno är en ort och kommun i provinsen Cuneo i regionen Piemonte i Italien. Kommunen hade 829 invånare (2018).